# 亢思謙
亢思謙（1515年—1580年），字子益，號水陽，山西臨汾人，明朝政治人物，進士出身。

## 生平
其父亢逢澍在福建贩盐，継娶福建大族之女鄭氏，生下亢思謙，在福建成长读书，嘉靖十二年秋回到山西老家，十三年（1534年）登甲午科山西鄉試第一名舉人，嘉靖二十六年（1547年），登會試第二十五名，第二甲第一名進士。四月考選翰林院庶吉士，二十八年冬授編修，三十年出使淮藩，三十二年分校礼部会试，三十五年三月出任河南副使、提督學政，三十七年冬擢本省右參政，分守洛陽。四十年擢陝西按察使，四十一年二月升山東右布政使，四十二年遷四川左布政使，四十三年三月科道纠拾参劾，令冠帶閑住。家居十七年，萬曆八年五月十六日卒。

## 家族
曾祖亢通；祖父亢昇，曾任兖州府知事；父亢逢，曾任七品散官。前母賀氏；母鄭氏。慈侍下。兄亢思中。兄亢思中。從弟亢思禮，嘉靖四十年举人，官知县。

## 著作
著有《玉棠集》、《中州巖耕集》及《慎修堂集》等卷。